# Robert Ferdinand Öhman
Robert Ferdinand Öhman, född 2 juli 1825 i Sala, död 20 januari 1890 i Skellefteå, var en svensk grosshandlare och kommunalman. Han var verksam i Skellefteå där han hade en central roll i stadens affärsliv och samhällsutveckling under senare delen av 1800-talet.

## Biografi
Öhman inledde sin yrkesbana som kypare och anställdes 1847 som bokhållare hos grosshandlare O. H. Swartling. Han blev senare delägare i firman 1872, tillsammans med vice konsul August Brännström.
Han var under många år ledamot i Skellefteås stadsstyrelse samt ordförande i stadens drätselnämnd. Öhman engagerade sig även i Bevillningsutskottet, taxeringsnämnden och hälsovårdsnämnden. År 1866 representerade han staden i Västerbottens läns landsting och var även kassör och styrelseledamot i Skellefteå sparbank.
År 1873 var Öhman med och grundade Skellefteå Lastångare AB, ett rederibolag som lät bygga lastångaren Skellefteå vid ett skeppsvarv i Hudiksvall. Bolaget upplöstes 1885 när fartyget såldes till verksägaren Marklund i Bureå.
Öhman utnämndes till riddare av Vasaorden. År 1885 erbjöds han en plats i Första kammaren i Sveriges riksdag, men avböjde uppdraget på grund av hälsoskäl.
Öhman avled 20 januari 1890 i Skellefteå. Han är begravd på Skellefteå landsförsamlings gamla kyrkogård där ett minnesmärke restes. Gravens framtida underhåll säkrades genom en donation av Nils G. Ringstrand och dennes maka.

## Privatliv
Öhman gifte sig den 12 september 1856 med Laura Maria Charlotta Swartling (1833–1874), brorsdotter till O. H. Swartling. Paret fick fem barn.